# International Biathlon Union
International Biathlon Union (IBU) er et internationalt sportsforbund der arrangerer skiskydnings konkurrencer. IBU er af historiske årsager knyttet til militæret og er dermed ikke en del af FIS der ellers står for resten af skisportsgrenene. IBU har hovedsæde i Salzburg, Østrig og den nuværendre præsident er nordmanden Anders Besseberg.
Forløberen for IBU; Union Internationale de Pentathlon Moderne et Biathlon (UIPMB) blev stiftet i 1948 med henblik på at standardisere regelsættet for skiskydning og femkamp. I 1993 skilte skiskydningsdelen sig ud og stiftede IBU.